# Orthothecium rufescens
Orthothecium rufescens là một loài Rêu trong họ Hypnaceae. Loài này được (Dicks. ex Brid.) Schimp. mô tả khoa học đầu tiên năm 1851.